# Université d'Ehime
L'Université d'Ehime (愛媛大学, Ehime Daigaku, couramment abrégée en Aidai, 愛大) est une université nationale japonaise, située à Matsuyama dans la préfecture d'Ehime.

## Composantes
L'université est structurée en facultés de 1er cycle (学部, gakubu), qui ont la charge des étudiants de 1er cycle universitaire, et en facultés de cycles supérieurs (研究科, kenkyūka), qui ont la charge des étudiants de 2e et 3e cycle universitaire.

### Facultés de1ercycle
L'université compte 6 facultés de 1er cycle (学部, gakubu).
- Faculté de droit et lettre
- Faculté d'éducation
- Faculté de science
- École de médecine
- Faculté d'ingénierie
- Faculté d'agriculture

### Facultés de cycles supérieur
L'université compte 7 facultés de cycles supérieurs (研究科, kenkyūka).
- Faculté de droit et lettre
- Faculté d'éducation
- Faculté de science
- École de médecine
- Faculté d'ingénierie
- Faculté d'agriculture
- Faculté d'agriculture commune avec d'autres universités de la région